# Cicuco
Cicuco là một khu tự quản thuộc tỉnh Bolívar, Colombia. Thủ phủ của khu tự quản Cicuco đóng tại Cicuco Khu tự quản Cicuco có diện tích 132 ki lô mét vuông. Đến thời điểm ngày 28 tháng 5 năm 2005, khu tự quản Cicuco có dân số  người.